# Alice Catherine Evans
Alice Catherine Evans (Condado de Bradford, 1881 –Alexandria, 1975) fue una microbióloga que descubrió el mecanismo de contagio de la Brucelosis y redujo significativamente su incidencia recomendando la pasteurización de la leche de vaca. Por su trabajo fue la primera mujer en ser nombrada presidenta de la Society of American Bacteriologists. 

## Vida
Nacida en una granja del Condado de Bradford (Pensilvania), desde muy pequeña se interesó por las enfermedades que afectaban los animales. Por eso estudió bacteriología en la University of Wisconsin–Madison, la cual la becó para hacer investigación avanzada.
Su primera tarea fue investigar técnicas para mejorar el gusto del queso Cheddar. Mientras tanto, empezó a hacer investigación sobre las enfermedades que afectan a las vacas. Entre estos animales la infección por Bacillus abortus era relativamente frecuente y en la época se pensaba que no tenía efectos sobre los humanos. Alice empezó a buscar conexiones entre los síntomas de determinadas enfermedades y la ingestión de leche de vaca enferma y descubrió que la fiebre de la brucel·losi provenía justamente de esta fuente. Publicó su hallazgo al Journal of Infectious Diseases en 1918.
A pesar del escepticismo inicial de sus colegas por el hecho de ser mujer, varios estudios independientes confirmaron su tesis y a partir de aquel momento se empezó a recomendar la pasteurización de la leche a nivel masivo para evitar contraer la enfermedad. Alice contribuyó posteriormente a adelantos en el conocimiento de otras afecciones como la meningitis. Evans donó una colección de sus trabajos a la Biblioteca Nacional de Medicina en 1969.